# Milion v Konstantinoplu
Carigrajski Milion ali obeležnik nulte milije (Grško: Μίλιον ali Μίλλιον, Míllion; Turško: Milyon taşı) je služil kot točka od katere so bile izmerjene vse razdalje v Vzhodnem rimskem imperiju. Zgradba sestavljena iz štirih slavolokov na katere je bila postavljena kupola je bila zgrajena v 4. stoletju.
Zunanjost arhitekture je bila bogato okrašena s kipi, notranjost pa poslikana. Stavba se je po Osmanskem zavzetju Konstantinopla ohranila do 16. stoletja, ko je bila demontirana.

## Arhitektura
Osnovno obliko arhitekture, ki ni ohranjena poznamo iz zapisov. Šlo je kvadratno formo sestavljeno iz štirih slavolokov s stranico med 14,6 in 15,8 metra visoko približno 20 metrov. V notranjosti je bila poslikana kupola, ki pa je v zunanjosti po eni teoriji bila krita s piramidasto štirikapno streho iz brona, po drugi pa je šlo za kupolo kot v notranjosti stavbe.
Zunanjost je bila na vseh straneh pokrita s kipi in reliefi, med znanimi je kip Konstantina, ki je bil obrnjen v pogledu proti bosporskemu prelivu.

## Lokacija
Miljni obeležnik je bil postavljen na jugozahodnem kotu Avgusteja (glavnega mestnega trga), zahodno od vrat Halke (vhoda v cesarsko palačo), in južno od patriarhalne bazilike Hagije Sofije.
Proti jugu se je pogled od strukture razprostiral proti Konstantinopelskemu Hipodromu, proti zahodu pa se je nadaljevala cesarska procesijska cesta Konstantinopla, ki se je onkraj mesta nadaljevala kot Via Egnatia - ena glavnih cest v rimskem imperiju.